# Chlorion mirandum
Chlorion mirandum är en biart som först beskrevs av Kohl 1890.  Chlorion mirandum ingår i släktet Chlorion och familjen grävsteklar. Inga underarter finns listade i Catalogue of Life.